# Grenze zwischen Kenia und dem Südsudan

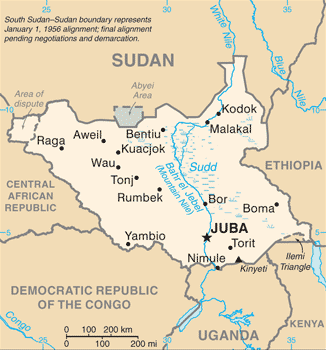
Kärtchen des Südsudan, die Grenze zu Kenia rechts unten

Die Grenze zwischen Kenia und dem Südsudan trennt als internationale Landgrenze diese beiden Staaten. Die Länge der Grenze wird mit 317 km angegeben. Die Grenze verläuft vom Dreiländereck mit Uganda zum Dreiländereck mit Äthiopien.

## Geschichte

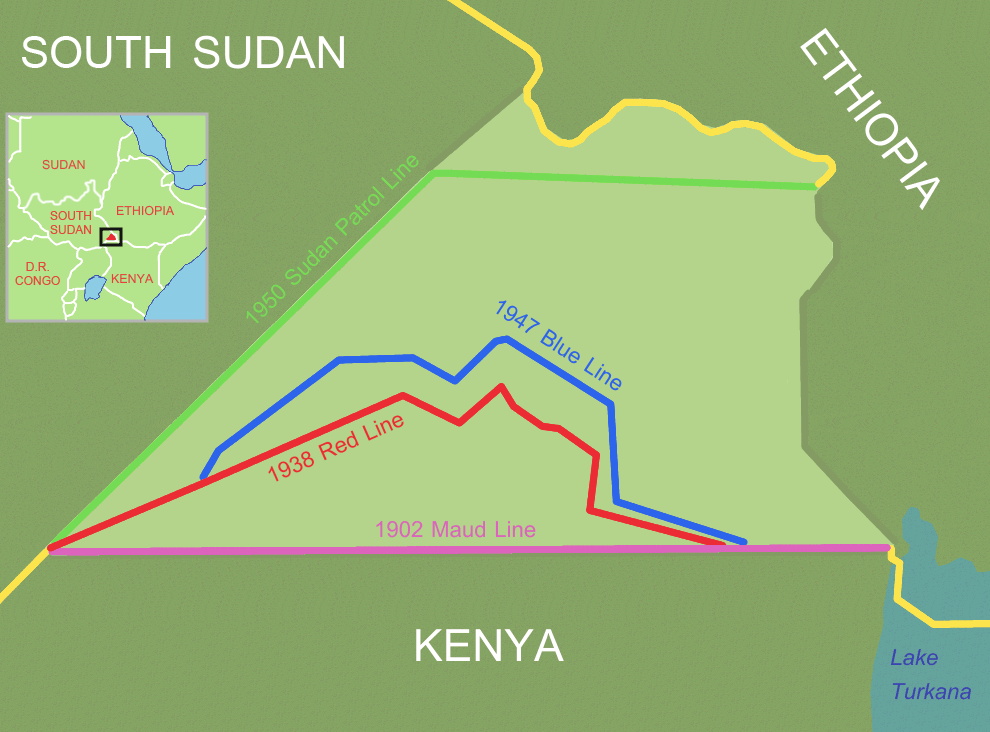
Grenzlinien im Ilemi-Dreieck

Der Südsudan entstand als souveräner Staat durch die völkerrechtlich wirksame Abspaltung vom Sudan im Jahr 2011. Das zuvor britische Kenia erlangte im Dezember 1963 die Unabhängigkeit. Der Grenzverlauf zwischen dem Anglo-Ägyptischen Sudan und Kenia geht auf eine Vermessung durch den britischen Ingenieur Philip Maud in den Jahren 1902/03 zurück, die dem äthiopisch-britischen Vertrag aus dem Jahr 1907 zugrunde lag. Die sudanesisch-kenianische Grenze wurde damals nur vage bestimmt. Jedoch gehörte das gesamte, als Ilemi-Dreieck bezeichnete Gebiet zunächst zum Sudan, der auch Zugang zur Nordwestecke des damals noch größeren Turkana-Sees (ex Rudolfsee) erhielt. Ab 1929 besetzte Kenia das Ilemi-Dreieck. In den Jahren 1929 bis 1934 einigten sich die Gouverneure des Anglo-Ägyptischen Sudan und von Britisch-Ostafrika auf einen Grenzverlauf entlang der Glenday-Linie (in der Karte rot). 1944 wurde vom Foreign Office die „blaue Linie“ vermessen. Eine vom Sudan 1950 geschaffene Patrouillenlinie beanspruchte keine amtliche Verbindlichkeit. De facto steht das Ilemi-Dreieck unter kenianischer Verwaltung, eine völkerrechtliche Klärung des Grenzverlaufs steht aber weiterhin aus. Zu Einzelheiten siehe den Artikel Ilemi-Dreieck.

## Grenzverlauf

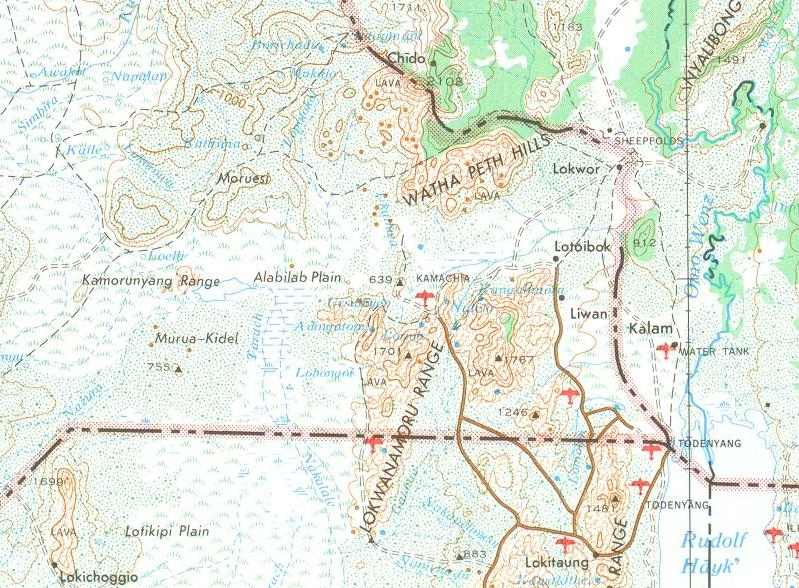
Das Ilemi-Dreieck (Armeekarte 1978)

Die Grenze führt vom Dreiländereck mit Uganda (4°12'36"N, 34°0'0"O) geradlinig nach Nordosten bis zur Maud-Linie, die geradlinig nach Osten bis zum Dreiländereck mit Äthiopien in der Nähe des Turkana-Sees (4°59'24"N, 35°19'48"O) führt. Zum nicht geklärten Grenzverlauf im Ilemi-Dreieck oben unter Geschichte.

## Orte in Grenznähe

### Kenia
- Lokichokio
- Todentang

### Südsudan
- Nagpotpot
- Kokwo